# Katar na Letnich Igrzyskach Olimpijskich 2016
Katar na Letnich Igrzyskach Olimpijskich 2016 w Rio de Janeiro reprezentowało 39 sportowców. Był to dziewiąty start Kataru na letnich igrzyskach olimpijskich.

## Zdobyte medale
| Medal  | Zawodnik           | Dyscyplina    | Konkurencja         | Rezultat | Data        |
| ------ | ------------------ | ------------- | ------------------- | -------- | ----------- |
| Srebro | Mutazz Isa Barszim | Lekkoatletyka | skok wzwyż mężczyzn | 2,36     | 16 sierpnia |

## Reprezentanci

### Boks
| Zawodnik              | Konkurencja                | 1/16                       | 1/8              | Ćwierćfinały     | Półfinały        | Finał            | Finał   |
| Zawodnik              | Konkurencja                | Przeciwnik Wynik           | Przeciwnik Wynik | Przeciwnik Wynik | Przeciwnik Wynik | Przeciwnik Wynik | Pozycja |
| --------------------- | -------------------------- | -------------------------- | ---------------- | ---------------- | ---------------- | ---------------- | ------- |
| Hakan Erşeker         | lekka (do 60 kg)           | Hurshid Tojibaev P 0-3     | NQ               | NQ               | NQ               | NQ               | 17.     |
| Thulasi Tharumalingam | lekkopółśrednia (do 64 kg) | Chinzorig Baatarsukh P 0-3 | NQ               | NQ               | NQ               | NQ               |         |

### Jeździectwo
| Zawodnik                                                                   | Koń            | Konkurencja         | Kwalifikacje | Kwalifikacje | Kwalifikacje | Kwalifikacje | Kwalifikacje | Kwalifikacje | Kwalifikacje | Kwalifikacje | Finał   | Finał   | Finał   | Finał   | Finał   | Razem | Razem   |
| Zawodnik                                                                   | Koń            | Konkurencja         | Runda 1      | Runda 1      | Runda 2      | Runda 2      | Runda 2      | Runda 3      | Runda 3      | Runda 3      | Runda A | Runda A | Runda B | Runda B | Runda B | Razem | Razem   |
| Zawodnik                                                                   | Koń            | Konkurencja         | Kary         | Pozycja      | Kary         | Razem        | Pozycja      | Kary         | Razem        | Pozycja      | Kary    | Pozycja | Kary    | Razem   | Pozycja | Kary  | Pozycja |
| -------------------------------------------------------------------------- | -------------- | ------------------- | ------------ | ------------ | ------------ | ------------ | ------------ | ------------ | ------------ | ------------ | ------- | ------- | ------- | ------- | ------- | ----- | ------- |
| Hamad Al-Attiyah                                                           | Appagino       | skoki indywidualnie | 8            | 53.          | 5            | 13           | 50.          | DNS          | DNS          | DNS          | NQ      | NQ      | NQ      | NQ      | NQ      | NQ    | NQ      |
| Ali Al-Rumaihi                                                             | Gunder         | skoki indywidualnie | 1            | 25.          | 1            | 2            | 14.          | 2            | 4            | 7.           | 4       | 16.     | 1       | 5       | 16.     | 5     | 16.     |
| Sheikh Ali Al-Thani                                                        | First Devision | skoki indywidualnie | 0            | 1.           | 4            | 4            | 15.          | 1            | 5            | 13.          | 0       | 1.      | 0       | 0       | 1.      | 8     | 6.      |
| Bassem Hassan Mohammed                                                     | Dejavu         | skoki indywidualnie | 4            | 27.          | 4            | 8            | 30.          | 5            | 13           | 33.          | 8       | 28.     | NQ      | NQ      | NQ      | 8     | 28.     |
| Hamad Al-Attiyah Ali Al-Rumaihi Sheikh Ali Al-Thani Bassem Hassan Mohammed | Patrz wyżej    | skoki drużynowe     | 5            | 7.           | 9            | N/A          | 9.           | NQ           | NQ           | NQ           | N/A     | N/A     | N/A     | N/A     | N/A     | 9     | 9.      |

### Judo
| Zawodnik      | Konkurencja     | 1/16                       | 1/8              | Ćwierćfinały     | Półfinały        | Repesaż 1        | Repesaż 2        | Repesaż 3        | Finał            | Finał   |
| Zawodnik      | Konkurencja     | Przeciwnik Wynik           | Przeciwnik Wynik | Przeciwnik Wynik | Przeciwnik Wynik | Przeciwnik Wynik | Przeciwnik Wynik | Przeciwnik Wynik | Przeciwnik Wynik | Pozycja |
| ------------- | --------------- | -------------------------- | ---------------- | ---------------- | ---------------- | ---------------- | ---------------- | ---------------- | ---------------- | ------- |
| Morad Zemouri | -73 kg mężczyzn | Dirk Van Tichelt P 000-100 | NQ               | NQ               | NQ               | NQ               | NQ               | NQ               | NQ               | 17.     |

### Lekkoatletyka

#### Kobiety
Konkurencje biegowe
| Konkurencja   | Zawodniczka            | Runda 1  | Runda 1 | Runda 2  | Runda 2 | Półfinał | Półfinał | Finał    | Finał   |
| Konkurencja   | Zawodniczka            | Rezultat | Pozycja | Rezultat | Pozycja | Rezultat | Pozycja  | Rezultat | Pozycja |
| ------------- | ---------------------- | -------- | ------- | -------- | ------- | -------- | -------- | -------- | ------- |
| Bieg na 400 m | Dalal Mesfar Al-Harith | 1:07,12  | 56.     | —        | —       | NQ       | NQ       | NQ       | NQ      |

#### Mężczyźni
Konkurencje biegowe
| Konkurencja    | Zawodnik                 | Runda 1  | Runda 1 | Runda 2  | Runda 2 | Półfinał | Półfinał | Finał    | Finał   |
| Konkurencja    | Zawodnik                 | Rezultat | Pozycja | Rezultat | Pozycja | Rezultat | Pozycja  | Rezultat | Pozycja |
| -------------- | ------------------------ | -------- | ------- | -------- | ------- | -------- | -------- | -------- | ------- |
| Bieg na 100 m  | Femi Ogunode             | BYE      | BYE     | 10,28    | 37.     | NQ       | NQ       | NQ       | NQ      |
| Bieg na 200 m  | Femi Ogunode             | 20,36    | 23.     | —        | —       | NQ       | NQ       | NQ       | NQ      |
| Bieg na 400 m  | Abd al-Ilah Harun        | 45,76    | 25.     | —        | —       | 46,66    | 23.      | NQ       | NQ      |
| Bieg na 800 m  | Musaeb Abdulrahman Balla | DNS      | DNS     | —        | —       | NQ       | NQ       | NQ       | NQ      |
| Bieg na 800 m  | Abubaker Haydar Abdalla  | 1:47,81  | 28.     | —        | —       | NQ       | NQ       | NQ       | NQ      |
| Bieg na 1500 m | Mohamad Al-Garni         | DNS      | DNS     | —        | —       | NQ       | NQ       | NQ       | NQ      |

Konkurencje techniczne
| Konkurencja    | Zawodnik               | Eliminacje | Eliminacje | Finał    | Finał   |
| Konkurencja    | Zawodnik               | Rezultat   | Pozycja    | Rezultat | Pozycja |
| -------------- | ---------------------- | ---------- | ---------- | -------- | ------- |
| Skok wzwyż     | Mutazz Isa Barszim     | 2,29       | 1.         | 2,36     | srebro  |
| Rzut oszczepem | Ahmed Bader Magour     | 77,19      | 16.        | NQ       | NQ      |
| Rzut młotem    | Aszraf Amdżad as-Sajfi | 73,47      | 12.        | 75,46    | 5.      |

### Piłka ręczna
| Drużyna | Konkurencja  | Faza grupowa      | Faza grupowa     | Faza grupowa     | Faza grupowa     | Faza grupowa      | Faza grupowa | Ćwierćfinały     | Półfinały        | Finał            | Pozycja |
| Drużyna | Konkurencja  | Przeciwnik Wynik  | Przeciwnik Wynik | Przeciwnik Wynik | Przeciwnik Wynik | Przeciwnik Wynik  | Pozycja      | Przeciwnik Wynik | Przeciwnik Wynik | Przeciwnik Wynik | Pozycja |
| ------- | ------------ | ----------------- | ---------------- | ---------------- | ---------------- | ----------------- | ------------ | ---------------- | ---------------- | ---------------- | ------- |
| Katar   | piłka ręczna | Chorwacja W 30:23 | Francja P 20:35  | Tunezja R 25:25  | Dania P 25:26    | Argentyna W 22:18 | 4.           | Niemcy P 22:34   | NQ               | NQ               | 8.      |

Skład reprezentacji
| Zawodnik           | Klub         |
| ------------------ | ------------ |
| Bassel Al-Rayes    | Al Rayyan    |
| Marko Bagarić      | Al Rayyan    |
| Rafael Capote      | El Jaish     |
| Hassan Mabrouk     | El Jaish     |
| Kamalaldin Mallash | El Jaish     |
| Žarko Marković     | El Jaish     |
| Nasreddine Megdich | Al Rayyan    |
| Eldar Memišević    | El Jaish     |
| Abdulrazzaq Murad  | Al-Gharafa   |
| Bertrand Roiné     | Al Ahli      |
| Danijel Šarić      | FC Barcelona |
| Goran Stojanović   | El Jaish     |
| Borja Vidal        | Al-Qiyada    |
| Ameen Zakkar       | Al Rayyan    |

Wyniki
| 7 sierpnia 2016 | Chorwacja       | 23:30  | Katar             |                                                                        |
| 09:30           | Manuel Štrlek 5 | (8:15) | Žarko Marković 10 | Future Arena, Rio de Janeiro Sędzia: Oscar Raluy Angel Sabroso Ramirez |
| 09:30           | 5× · 3×         | (8:15) | 6× · 1×           | Future Arena, Rio de Janeiro Sędzia: Oscar Raluy Angel Sabroso Ramirez |

| 9 sierpnia 2016 | Katar                                                | 20:35   | Francja     |                                                                  |
| 09:30           | Žarko Marković 4 · Marko Bagarić 4 · Rafael Capote 4 | (13:16) | Luc Abalo 7 | Future Arena, Rio de Janeiro Sędzia: Václav Horáček Jiří Novotný |
| 09:30           | 4× · 2×                                              | (13:16) | 3× · 3×     | Future Arena, Rio de Janeiro Sędzia: Václav Horáček Jiří Novotný |

| 11 sierpnia 2016 | Tunezja             | 25:25   | Katar            |                                                                 |
| 09:30            | Oussama Boughanmi 8 | (12:11) | Rafael Capote 12 | Future Arena, Rio de Janeiro Sędzia: Mads Hansen Martin Gjeding |
| 09:30            | 6× · 2×             | (12:11) | 5× · 2×          | Future Arena, Rio de Janeiro Sędzia: Mads Hansen Martin Gjeding |

| 13 sierpnia 2016 | Dania        | 26:25   | Katar            |                                                                    |
| 14:40            | Lasse Svan 7 | (14:14) | Žarko Marković 7 | Future Arena, Rio de Janeiro Sędzia: Mohamed Rashed Tamer El Sayed |
| 14:40            | 5× · 4× · 1× | (14:14) | 3× · 3×          | Future Arena, Rio de Janeiro Sędzia: Mohamed Rashed Tamer El Sayed |

| 15 sierpnia 2016 | Katar                               | 22:18  | Argentyna                              |                                                                        |
| 21:50            | Rafael Capote 4 · Eldar Memišević 4 | (12:9) | Federico Pizarro 4 · Federico Vieyra 4 | Future Arena, Rio de Janeiro Sędzia: Oscar Raluy Angel Sabroso Ramirez |
| 21:50            | 4× · 3×                             | (12:9) | 4× · 4×                                | Future Arena, Rio de Janeiro Sędzia: Oscar Raluy Angel Sabroso Ramirez |

| 17 sierpnia 2016 | Niemcy                                                 | 34:22   | Katar           |                                                          |
| 13:30            | Uwe Gensheimer 5 · Tobias Reichmann 5 · Fabian Wiede 5 | (16:12) | Rafael Capote 9 | Future Arena, Rio de Janeiro Sędzia: Bojan Lah David Sok |
| 13:30            | 5× · 3×                                                | (16:12) | 1× · 3×         | Future Arena, Rio de Janeiro Sędzia: Bojan Lah David Sok |

### Piłka siatkowa

#### Siatkówka plażowa
| Zawodnicy                          | Konkurencja | Faza grupowa                                                      | Faza grupowa | 1/8 finału                    | Ćwierćfinały     | Półfinały        | Finał            | Pozycja |
| Zawodnicy                          | Konkurencja | Przeciwnicy Wynik                                                 | Pozycja      | Przeciwnik Wynik              | Przeciwnik Wynik | Przeciwnik Wynik | Przeciwnik Wynik | Pozycja |
| ---------------------------------- | ----------- | ----------------------------------------------------------------- | ------------ | ----------------------------- | ---------------- | ---------------- | ---------------- | ------- |
| Jefferson Pereira Cherif Younousse | mężczyźni   | Gibb / Patterson P 0:2 Herrera / Gavira W 2:1 Seidl / Huber W 2:1 | 2.           | Krasilnikow / Siemionow P 0:2 | NQ               | NQ               | NQ               | NQ      |

### Pływanie
Kobiety
| Zawodniczka | Konkurencja          | Eliminacje | Eliminacje | Półfinał | Półfinał | Finał | Finał   |
| Zawodniczka | Konkurencja          | Czas       | Miejsce    | Czas     | Miejsce  | Czas  | Miejsce |
| ----------- | -------------------- | ---------- | ---------- | -------- | -------- | ----- | ------- |
| Nada Arkaji | 100 m st. motylkowym | 1:18,86    | 45.        | NQ       | NQ       | NQ    | NQ      |

Mężczyźni
| Zawodnik         | Konkurencja           | Eliminacje | Eliminacje | Półfinał | Półfinał | Finał | Finał   |
| Zawodnik         | Konkurencja           | Czas       | Miejsce    | Czas     | Miejsce  | Czas  | Miejsce |
| ---------------- | --------------------- | ---------- | ---------- | -------- | -------- | ----- | ------- |
| Noah Al-Khulaifi | 100 m st. grzbietowym | 1:07,47    | 39.        | NQ       | NQ       | NQ    | NQ      |

### Podnoszenie ciężarów
| Zawodnik      | Konkurencja | Rwanie | Rwanie  | Podrzut | Podrzut | Razem | Pozycja |
| Zawodnik      | Konkurencja | Wynik  | Pozycja | Wynik   | Pozycja | Razem | Pozycja |
| ------------- | ----------- | ------ | ------- | ------- | ------- | ----- | ------- |
| Faris Ibrahim | -85 kg (m)  | 158    | 10.     | 203     | 7.      | 361   | 8.      |

### Strzelectwo
| Zawodnik           | Konkurencja       | Kwalifikacje | Kwalifikacje | Półfinał | Półfinał | Finał | Finał   |
| Zawodnik           | Konkurencja       | Wynik        | Pozycja      | Wynik    | Pozycja  | Wynik | Pozycja |
| ------------------ | ----------------- | ------------ | ------------ | -------- | -------- | ----- | ------- |
| Nasir al-Atijja    | skeet (mężczyźni) | 111          | 31.          | NQ       | NQ       | NQ    | NQ      |
| Rashid Saleh Hamad | skeet (mężczyźni) | 109          | 32.          | NQ       | NQ       | NQ    | NQ      |

### Tenis stołowy
Mężczyźni
| Zawodnik | Konkurencja    | Eliminacje       | Runda 1          | Runda 2               | Runda 3                  | 1/8 finału       | Ćwierćfinały     | Półfinały        | Finał            | Finał   |
| Zawodnik | Konkurencja    | Przeciwnik Wynik | Przeciwnik Wynik | Przeciwnik Wynik      | Przeciwnik Wynik         | Przeciwnik Wynik | Przeciwnik Wynik | Przeciwnik Wynik | Przeciwnik Wynik | Pozycja |
| -------- | -------------- | ---------------- | ---------------- | --------------------- | ------------------------ | ---------------- | ---------------- | ---------------- | ---------------- | ------- |
| Li Ping  | gra pojedyncza | BYE              | BYE              | Adam Pattantyús W 4:0 | Dimitrij Ovtcharov P 3:4 | NQ               | NQ               | NQ               | NQ               | NQ      |